# Spiridon Belokas
Spiridon Belokas (in greco Σπυρίδων Μπελόκας?; Atene, 1878 – ...) è stato un maratoneta greco.
Partecipò alle gare di atletica leggera delle Olimpiadi di Atene 1896, nella maratona. Tagliò il traguardo in terza posizione col tempo di 3h06'30", ma, su ricorso del quarto arrivato (l'ungherese Gyula Kellner), venne squalificato per essersi fatto trasportare su un carretto per una parte del percorso.
Nel 1906 Belokas partecipò anche alla maratona dei Giochi olimpici intermedi di Atene 1906, ma senza riuscire a concludere la gara.